# Marta Romagosa
Marta Romagosa   (Cornellà de Llobregat, 27 de novembre de 1967) és una periodista i escriptora catalana.
Ha treballat a Catalunya Ràdio des de l'any 1991. Ha estat editora del Catalunya Matí, del Catalunya Vespre i de l'informatiu del migdia, cap de cultura dels Serveis Informatius, realitzadora de programes com El mirall o L'opció personal, i durant anys ha format part de l'equip d'El matí de Catalunya Ràdio amb Mònica Terribas. Ha estat presentadora de les notícies cada matí a Catalunya Informació i col·laboradora a Tarda Oberta de TV3.
El 2011 va rebre el premi Ràdio Associació de Catalunya a la millor professional. El 2016 es va estrenar amb èxit en la ficció amb el volum de relats Tots els noms del desig (Rosa dels vents, 2017), on fabulava els desitjos de 22 dones diferents.
El maig de 2025 Catalunya Ràdio informà que la Marta havia de prendre el relleu a Xavier Solà com a presentadora de La Nit dels Ignorants de la temporada 2025-2026.

## Obra
- Tots els noms del desig. Rosa dels Vents, 2017.
- 22 homes i un desig. Rosa dels Vents, 2018.
- La Polaroid i altres relats. Rosa dels Vents, 2019.
- Tres nits fora de casa. Univers Llibres, 2021
- 28 metres. Univers Llibres, 2025[4]